# T.U.F.F. Puppy
T.U.F.F. Puppy foi uma série de desenho animado que estreou em outubro de 2010, pelo canal Nickelodeon. Foi criada por Butch Hartman, criador também de The Fairly OddParents e de Danny Phantom.      
A Série  Teve Exibições.   
Na Nickelodeon (Brasil)     e. 
Rede Bandeirantes (Band)

## Enredo
T.U.F.F. Puppy conta a história de um cão hiperativo e não tão inteligente que é recrutado pela agência de combate ao crime T.U.F.F. (sigla para Turbo Unidade Força Feroz), onde se torna parceiro de Kitty Katswell, uma gata esperta e temperamental. Eles ainda contam com a ajuda do Chefe, uma pulga rigorosa mas gentil, e Keswick, o cientista da agência.
Juntos, eles devem manter a cidade de Petropolis, Califórnia, a salvo de vilões, como Verminoso Snaptrap, líder de uma agência do mal chamada D.O.O.M. (sigla de Diabólica Ordem Ofensiva Mundial), seguido por Larry, Ollie e Francisco; Camaleão, que possui uma roupa de transformação molecular que lhe permite transfigurar-se em qualquer coisa; e Bird Brain, um "atobá de bumbum azul" e o vilão mais inteligente da cidade. 

## Personagens
- Dudley Puppy: Protagonista da série. É um cão branco, hiperativo e bobo que usa um polo negro. São raros os momentos em que age com inteligência e aparenta não dispôr do mínimo de senso comum. No entanto, o que ele não apresenta de inteligência, compensa com aptidões físicas e uma grande bondade e coragem. Dudley investiga para uma organização de espionagem chamada T.U.F.F. (Turbo Undercover Fighting Force). Conheceu a sua parceira, Kitty Katswell enquanto a mesma realizava uma missão de captura de criminosos e ele perseguia um osso de brincar. Como é óbvio, as travessuras de Dudley impediram-na de completar a missão com sucesso. Foi incorporado na T.U.F.F. por apresentar todas as qualidades exigidas de força e mestria. Ele é a mistura perfeita de praticamente todas as raças de cão conhecidas (é um cão rafeiro ou vira-lata) e, inexplicavelmente, segundo Keswick, também contém ADN de bode. Dudley segue três regras que a sua mãe lhe ensinou: sempre dizer a verdade; nunca tirar algo caso não nos pertença e nunca roer o próprio rabo em público _ sendo que ele cumpre à risca as duas primeiras, ignorando, por vezes, a última. Embora desajeitado e um pouco egocêntrico, Dudley possui um bom coração e faz absolutamente tudo para proteger aqueles que ama, mesmo que isso implique sacrificar-se.
- Kitty Katswell: Deuteragonista da série. É a parceira e melhor amiga de Dudley. É uma gata castanha que usa uma farda de espia, bandelete branca e botas brancas. É, basicamente, o oposto de Dudley em quase tudo, o que não impede, no entanto, que eles sejam grandes amigos. É cinturão negro em karaté e perita em armas e combate. Segundo alguns episódios, ela frequentou a Academia de Espionagem durante oito anos e todos os seus aniversários, em criança, foram um autêntico desastre. Possui uma irmã gémea que está na cadeia e tende a exibir, por vezes, uma atitude algo presunçosa e temperamental mas é, simultaneamente, gentil, esperta e atua como a voz da razão para, praticamente, todas as personagens embora, por vezes, possa adquirir um comportamento infantil, especialmente na presença de Dudley. Ainda que racional, ela pode ser facilmente influenciada pelos seus instintos felinos. Há episódios em que ele persegue ratos, enfia as garras em determinados objetos e brinca com novelos de lã, sendo que muitos vilões se aproveitam dessas fraquezas para lhe passar a perna. Inicialmente, ela e Dudley possuiam uma relação de cão e gato (literalmente), mas com o evoluir da série vão-se tornando grandes amigos e, possivelmente, no futuro, mais do que isso.
- Keswick: Cientista principal da organização e o cérebro do grupo. Usa uma farda medicinal e óculos que o fazem parecer um nerd e, de facto, ele qualifica-se como um. Keswick assemelha-se a um cachorro mas, de acordo com os episódios da série, a sua espécie é quase impossível de identificar pois parece-se com um cão mas possui uma bolsa como um canguru e respira por guelrras como os peixes. Já foi até sugerido que ele é um alienígena porque as suas caraterísticas físicas não se inserem em nenhuma espécie conhecida na Terra. Ele raramente acompanha Dudley e Kitty nas missões, permanecendo na sede da T.U.F.F. com o Chefe, fornecendo-lhes indicações cruciais à distância. Costuma exibir alguns tiques de vez em quando enquanto fala e sempre inventa engenhos extravagantes que acabam, quase sempre, por prejudicá-lo a ele e a toda a organização embora não o faça por intenção. Tem medo de raparigas mas aparenta relacionar-se bem com Kitty.
- Chefe: Como o nome já indica, é o chefe da organização e, possivelmente, o seu fundador. O seu nome verdadeiro é Herbert Dumbrowski. É uma pulga já idosa que, no passado, atuou em diversas missões de espionagem e exército. O Chefe surge, geralmente, com um computador ambulante que pode amplificar a sua imagem numa câmera. É um bocado severo e exagerado mas também justo e competente. Usa uma farda de escritório castanha, possui um maxilar inferior proeminente e parece sofrer de complexo de Napoleão pela sua baixíssima estatura. Apesar de ser muito sério e um adulto, há diversas situações em que se comporta de forma infantil.
- Verminious Snaptrap: O principal antagonista da série. É uma ratazana de farda medicinal que lhe confere um ar de cientista louco. Ele controla uma organização maléfica chamada D.O.O.M. (Diabolic Order of Mayhem) Usa três ou quatro capangas que sempre colaboram nos seus planos, na maior parte das vezes, por obrigação do líder. Segundo um episódio, é alérgico ao queijo, o que é irónico, visto que ele é um rato. Maltrata, sempre que possível, os seus ajudantes, em especial um chamado Larry. Já namorou com a mãe de Dudley, o que fez com que desertasse temporariamente para o bem.
- Ollie: Um dos capangas de Snaptrap. É uma doninha castanha que usa um fato de ardina azul escuro.
- Larry: Um gambá capanga de Snaptrap e possivelmente seu meio-irmão. É sempre maltratado pelo mesmo.
- Francisco: Um jacaré capanga de Snaptrap.
- Bird Brain: Um dos antagonistas da série. É um albatroz (atobá de bumbum-azul na versão brasileira) com um Q.I. elevadíssimo que vive frustrado pela sua incapacidade de voar. Costuma inventar engenhos que lhe permitam fazê-lo mas acaba sempre em fracasso. Bird Brain é sempre acompanhado pela sua fiel assistente, Zippy que passa a vida a bajulá-lo. O seu nome em inglês significa literalmente «cérebro de pássaro».
- Zippy: A assistente de Bird Brain. É uma colibri com um nível de inteligência abaixo da média que passa a vida a bajular o Bird Brain. Embora apresente uma atitude inocente e infantil na maior parte do tempo, já demonstrou ser tão doida e malvada como o Bird Brain.
- Chameleon: Um dos principais antagonistas da série. É um camaleão que usa um fato negro atómico com o qual pode modificar a sua aparência. Raramente está com os olhos centrados no mesmo sítio.
- Rita: Um robô com atitude feminina e formato de tostadeira desenvolvido por Keswick para tornar a organização mais eficiente. Acabou por substituir temporariamente Dudley e Kitty mas, após revelar o seu lado malvado e quase destruir a cidade, foi derrotada pelos dois.
- Jack Rabbit: Um ex-espião da T.U.F.F. que apareceu num dos primeiros episódios da série. É um coelho amarelo que trabalhava com Kitty antes de Dudley ser adicionado à agência. Retornou temporariamente à organização, o que mais tarde se revelou um plano diabólico que ele tinha combinado com Snaptrap para obter todos os segredos da T.U.F.F. Dudley nunca confiou nele desde o princípio.
- Derek: Um gato musculoso e paixão de Kitty. Responsabiliza-se pela gerência de uma empresa que entrega água bebível. No entanto, ele parece ser bastente rico em raros episódios. Possui um irmão chamado Eric. Possivelmente, também é apaixonado por Kitty. Causa alguns ciúmes em Dudley.
- Mãe de Dudley: A mãe superprotetora de Dudley. Usa uma óculos e vestimenta azuis de senhora de meia-idade. No início da série, desconhecia por completo o trabalho do seu filho na T.U.F.F. e quase o fez desistir desse emprego quando descobriu mas após ser salva por Dudley e se aperceber de que o seu filho já é capaz de tomar conta de si próprio, consente que continue na organização. Já namorou com o Snaptrap. Kitty não parece gostar muito dela. Esse sentimento é recíproco. O seu verdadeiro nome é Peg.
- Mãe de Kitty: A mãe não identificada de Kitty. Ela assemelha-se em muito à sua filha mas é mais gorda, usa um avental de cozinha e possui listras na face. Não aparenta possuir uma relação muito boa com a sua filha. Apareceu no episódio do aniversário de Kitty num flashback.
- Becky: Uma cadela de cor bege que usa uma camisola roxa e que trabalha no Banco de Petrópolis. É a paixão de Dudley e o sentimento aparenta ser recíproco. Ela aparece no episódio "Love Bird" onde Dudley a convida a sair.
- Katty Katswell: Irmã gémea de Kitty. É uma reclusa que fugiu da prisão de Petrópolis e se fez passar por Kitty para roubar o museu da cidade e obter todo o ouro que lá havia. A única coisa que a distingue de Kitty é a faixa branca que possui no cabelo.
- Pai de Dudley: Pai do Dudley e, presumivelmente, marido de Peg. Um grande motivo de controvérsia, nunca apareceu em nenhum episódio nem nunca foi mencionado. Muitos fãs se interrogam sobre quem será mas, até agora, essa questão nunca foi esclarecida nem se sabe se fará, alguma vez, uma aparição no programa.

## Produção
Butch Hartman, numa entrevista, afirmou que já tinha desenvolvido a personagem Dudley e que gostaria de introduzi-lo num programa Bem vs. Mal. Como o seu último trabalho na Nickelodeon (Danny Phantom), já continha super-herois, Hartman decidiu caraterizar a personagem como um agente secreto e não como um super-heroi. Aliás, ele próprio enfatizou esse facto no episódio piloto da série (em que Kitty explicita perante Dudley que os oficiais da T.U.F.F. são apenas agentes secretos e não super-herois). Ele resumiu o programa à Nickelodeon como "Agente 86 com um cão".
Butch também declarou que Dudley e Kitty se tornariam um casal em breve.
Na versão original, Jerry Trainor, o Spencer de iCarly, foi selecionado para interpretar as falas da personagem principal.

## Elenco de Dublagem
| Personagem          | EUA Original  | Dubladores Brasil                   |
| ------------------- | ------------- | ----------------------------------- |
| Dudley Puppy        | Jerry Trainor | Marcos Souza                        |
| Kitty Katswell      | Grey DeLisle  | Izabel Lira                         |
| O Chefe             | Daran Norris  | Mauricio Berger                     |
| Keswick             | Jeff Bennett  | Anderson Coutinho                   |
| Verminious Snaptrap | Maddie Taylor | Jorge Vasconcellos Francisco Júnior |
| Camaleão            | Daran Norris  | Samir Murad                         |
| Ollie               | Jeff Bennett  | Élcio Romar                         |
| Larry               | Jeff Bennett  | Peterson Adriano                    |

## Estréia no Brasil
T.U.F.F. Puppy estreou no Brasil em 3 de setembro de 2011. Originalmente o desenho iria estrear no final de Janeiro, mas a Nickelodeon Brasil resolveu mudar a data para Setembro de 2011.   
A Série Também Teve Sua Estreia na TV Aberta Na Rede Bandeirantes ( A Band)  Sua Estreia  na Band Ocorreu Por Volta de 2015 2016 Por aí 